# Ryūtarō Karube
Ryūtarō Karube (jap. 苅部 隆太郎 Karube Ryūtarō, * 19. Dezember 1992 in der Präfektur Tokio) ist ein japanischer Fußballspieler.

## Karriere
Das Fußballspielen erlernte Ryūtarō Karube in der Universitätsmannschaft der Meiji-Universität. Seinen ersten Vertrag unterschrieb er 2015 beim japanischen Zweitligisten FC Gifu. Hier absolvierte er 24 Spiele in der J2 League. 2016 wechselte er nach Indonesien, wo er sich Perseru Serui anschloss. Nach 19 Spielen verließ er 2018 den Verein und wechselte nach Vietnam zum dortigen Thanh Hoa FC, einem Verein, der in der ersten Liga, der V.League 1, spielte. Nach der Hinserie 2018 ging er nach Thailand und unterschrieb einen Vertrag beim Erstligisten Chainat Hornbill FC. Nach Beendigung der Saison 2018 wechselte er nach Malaysia. Hier spielte er die Hinserie 2019 für Kuala Lumpur FA. Nach Ende der Hinserie ging er 2019 zurück nach Thailand. Sein ehemaliger Verein Chainat Hornbill FC nahm ihn die Rückserie unter Vertrag. Nachdem der Club am Ende der Saison den Weg in die Zweitklassigkeit antreten musste, verließ er den Verein und unterschrieb einen Vertrag in Suphanburi beim Erstligisten Suphanburi FC. Für Suphanburi absolvierte er bis Ende 2020 sieben Spiele in der ersten Liga. Anfang 2021 ging er nach Vietnam. Hier schloss er sich dem Erstligisten Sài Gòn FC an. Bei dem Verein aus Ho-Chi-Minh-Stadt stand er bis September 2021 unter Vertrag.
Seit dem 1. Oktober 2021 ist Ryūtarō Karube vertrags- und vereinslos.